# Kirche von Strö

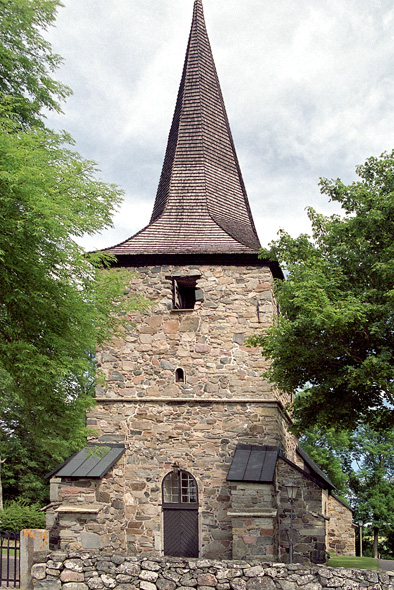
Die Kirche von Strö

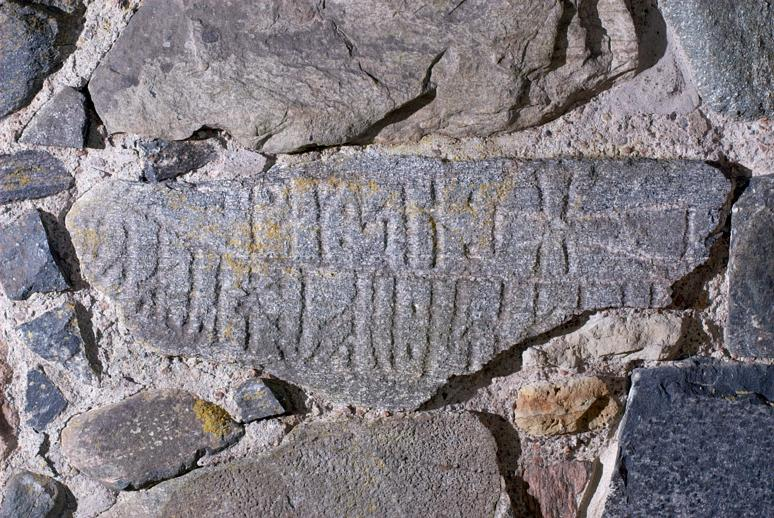
Runensteinfragment in der Mauer der Kirche von Strö

Die Kirche von Strö liegt auf der Halbinsel Kålland etwa zwölf Kilometer nördlich der schwedischen Stadt Lidköping. 
Die Kirche mit einem Langhaus und einem rechteckigen Chor stammt aus dem 12. Jahrhundert. Im 15. Jahrhundert wurde die Deckenkonstruktion durch ein gemauertes Gewölbe ersetzt und im 16. Jahrhundert eine Grabkapelle für die Familie Oxenstierna angebaut.
Bei einer Restaurierung in den 1920er Jahren entdeckte man im Chor Wandmalereien aus dem 15. Jahrhundert, die vermutlich vom Kirchenmaler Nils Håkansson stammen.
Koordinaten: 58° 34′ 54,9″ N, 13° 4′ 15,3″ O